# Tonina Torrielli
Tonina Torrielli (n. 22 martie 1934, Serravalle Scrivia, Piemont, Italia) a fost o cântăreață italiană.